# Сороколітове
Сороколі́тове —  село в Україні, у Роменському районі Сумської області. Населення становить 43 осіб. Входить до складу Вільшанської сільської громади.

## Географія
Село Сороколітове знаходиться на правому березі річки Сула, вище за течією на відстані 4,5 км розташоване село Верхосулка (Сумський район), нижче за течією на відстані 1 км розташоване село Зеленківка, на протилежному березі - село Комишанка.

## Історія
12 червня 2020 року, відповідно до розпорядження Кабінету Міністрів України № 723-р «Про визначення адміністративних центрів та затвердження територій територіальних громад Сумської області», село увійшло до складу Вільшанської сільської громади.
19 липня 2020 року, в результаті адміністративно-територіальної реформи та ліквідації Недригайлівського району, громада увійшла до складу новоутвореного Роменського району.

## Населення

### Мова
Розподіл населення за рідною мовою за даними перепису 2001 року:
| Мова       | Кількість | Відсоток |
| ---------- | --------- | -------- |
| українська | 43        | 100%     |